# Laza
Laza es un municipio español perteneciente a la provincia de Orense y la comarca de Verín, en la comunidad autónoma de Galicia. Laza es famoso por su ancestral carnaval (entroido).

## Geografía

### Geografía política
- Desde el punto de vista administrativo, Laza es una villa[1] de la parroquia de Laza, en el municipio de Laza, comarca de Verín, provincia de Orense, en la comunidad autónoma de Galicia.
- Desde el punto de vista judicial, pertenece al partido judicial de Verín.
- Desde el punto de vista religioso, pertenece a la parroquia de San Juan de Laza, dentro del arciprestazgo de Verín, en la diócesis de Orense,[2] que es sede sufragánea del arzobispado de Santiago de Compostela.

## Etimología
El origen del nombre de Laza parece porvenir del vocablo latino Latium, que corresponde a la región moderna del Lacio, entre los ríos Tíber y Liri, y de la que se cree que provenían los primeros romanos que se asentaron en el valle, aunque autores como Antonio Augusto Diéguez Añel le dan un origen celta.

## Historia

### Prehistoria
En el municipio existen varios yacimientos de la Edad del Bronce, como son el petroglifo de las Pisadiñas (Laza) o de las Herraduras (Soutelo Verde). En total, se han encontrado hasta 78 petroglifos en la zona. En 2015 se descubrió en la zona de Soutelo Verde un menhir de 2 metros de alto y 70 cm de ancho en un helechal del llamado «Castro de los Moros» (en gallego, Castro dos Mouros). El bloque de granito, es del tipo «forma cabeza», que trata de imitar un cuerpo humano de pie, con cabeza y brazos pegados al cuerpo.
En la Edad de Hierro e desarrollo en la zona la cultura castreña, apareciendo el castro como hábitat. En el municipio de Laza hay numerosas muestras de este tipo de yacimientos, siendo quizás el más importante el que se halla en Castro de Laza. Según Xesús Taboada Chivite, «Castro de Laza, en el pueblo de su nombre, al borde del camino secundario que enlazaba las vías 17 y 18 del itinerario de Antonio Pío». Manuel Fernández Castos y Manuel Fuentes Corral también lo mencionan, apoyando la idea del paso de la Vía Secundaria IV en Galicia, que unía Chaves (Portugal) y Baños de Molgas: «Por Laza, bordeando el Oppidum allí existente, cruzaba el camino, que desde Alberguería asciende hasta la Sierra de San Mamed». Según el autor Antonio-Augusto Diéguez Añel, nativo de Laza,

La singularidad de este castro está en su relación con el oppidum, único en toda la Vía Romana Secundaria IV, de Chaves (Portugal), a Baños de Molgas, en la provincia de Orense, al que es obligado considerar como prototipo de lo que es y significa un castro natural, sin construcciones aparentes, situado en un lugar estratégico, con un entorno geográfico también singular, elegido previamente por los pueblos primitivos pre-celticos, celtas y romanos, de quienes quedan vestigios.

Otros castros del municipio son: Castro dos Mouros, asentamiento fortificado en Soutelo Verde; A Coroa, asentamiento fortificado en Carrajo; A Cidadella, asentamiento fortificado en Carrajo, del que hay que destacar la existencia de una explotación de estaño en un monte cercano, con el que la población pudo estar relacionado; Lombo da Cerca, asentamiento fortificado en Trez; O castro, asentamiento fortificado en Alberguería; A Picota, asentamiento en Camba.
Las tierras del vale de Laza fueron pobladas por los tamaganos, una de las tribus castreñas del convento Bracarense que aparecen nombrados en la Columna Honorífica del puente de Chaves o Padrón de los Pueblos, y que ocuparía el valle alto del río Támega.

### Imperio romano
Ya se ha mencionado la probable existencia de un camino romano la Vía Romana Secundaria IV, de Chaves (Portugal), a Baños de Molgas, que pasaba por el lugar.
Existen numerosos restos arqueológicos de la época, entre ellos:
- A Coroa, una explotación aurífera en aluvión en Camba.
- Os Casarellos, asentamiento en Toro; han aparecido varios molinos de mano y un apoyo de piedra de una puerta.
- Cabeza de Cántara, una explotación minera, que también pudo ser aurífera, en Cerdedelo.
- Vasija de Carraxó, restos de cerámica en Carraxó.
- Ara anepígrafa en Alberguería.
- Las minas viejas de Arcucelos.

### Edad Media
En la Edad Media, tal como señala Taboada Chivite al estudiar la Reconquista y su consolidación en la comarca de Baronceli, Laza aparece relacionada con una declaración testimonial sobre aquella. Se alude al pueblo como «Laza do Conde».
Tirso de Molina, en su obra Mari Hernández, La gallega, escribió:

Es de Larroco esta empinada senda

y Limia este florido

valle (que es guarnición de su vestido)

por fértil estimado:

El de Laza, que yace a esotro lado

ameno se avecina,

al Val de Monterrey, con quien confina,

cinco leguas de Chaves

dista este monte.

### Edad Moderna
A finales del siglo XVIII, en el año 1777, Pedro González de Ulloa, en su libro Relación y Descripción Geográfica de los Estados pertenecientes a la excelentísima y Nobilísima Casa de Monterrey en el reino Galicia, Provincia de Órense dice lo siguiente de Laza:

El Duque mi señor pone corregidor, escribanos de número y ministros con jurisdicción sobre la mayor parte de los vecinos; comprendiendo también las parroquias de Castro, Cerdedelo, Campo de Becerros y la sobredicha de Retorta. Y todas concurren a la audiencia de Laza; en donde reside el corregidor [...] No hay en esta población casa distinguida, sino la 
que habita el cura y ésta es del dicho señor Marqués de Tenebrón.

González de Ulloa también menciona que fue curato de presentación del Conde de Moctezuma, Marqués de Tenebrón, y que también ponía su juez.
Sobre el territorio de Alberguería tenía poder el arcediano de Varonceli, de la Catedral de Orense.
Vicente Risco y Xaquín Lorenzo explican en el boletín de la Real Academia Gallega que el antiguo camino que atravesaba la villa de Laza, formando su calle más larga y principal, fue en otro tiempo una vía importante, siendo llamada por los lugareños «Camiño de Castela» (en castellano, «camino de Castilla»), siguiendo la ruta de: Laza, Eiras, Portocamba, Campo de Becerros, Venta do Bolaño y Venta do Espiño, hasta Gudiña, confirmando que tuvo mucho tráfico de segadores que iban a la cosecha en Castilla. También venían de Castilla comerciantes para traer aceite, carne, pimiento, etc. Posiblemente de ahí le viniese su importancia.
En 1812, la nueva constitución contemplaba una nueva división territorial en la que aparecen los municipios. Los municipios de Laza, Castro de Laza y Cerdedelo pasaron a pertenecer al partido judicial de Monterrey. A comienzos de 1822 el municipio de Cerdedelo desaparece y aparece el de Retorta. Finalmente, en el año 1835 se reorganizan los municipios y el municipio de Laza pasa a tener su forma actual, con todas sus parroquias, adscrito al partido judicial de Verín.
El 1 de julio de 1957 se estrenaron las estaciones de Laza-Cerdedelo y de Alberguería-Prado, con la puesta en marcha del tramo Orense – Puebla de Sanabria de la línea Zamora-La Coruña vía Orense. Su explotación inicial quedó a cargo de RENFE cuyo nacimiento se había producido en 1941. Así la estación de Laza-Cerdedelo quedaba a 10 km de Laza y la de Alberguería-Prado a 5 km de Alberguería y a 12 km de Laza. Desde el 31 de diciembre de 2004 Renfe Operadora explotaba la línea, mientras que Adif es la titular de las instalaciones ferroviarias. Debido a los recortes al sector ferroviario de junio de 2013, el Ministerio de Fomento cerró la única línea que pasaba por el municipio, quedando ambas estaciones sin servicio.

## Geografía humana

### Demografía
Cuenta con una población de 1164 habitantes (INE 2024).
| Gráfica de evolución demográfica de Laza entre 1842 y 2021                                                            |
| |
| Población de derecho según los censos de población del INE. Población de hecho según los censos de población del INE. |

### Organización territorial
El municipio está formado por veintidós entidades de población distribuidas en diez parroquias:
- Alberguería[16] (Santa María)[18][17]
- Camba (San Salvador)
- Carrajo[16] (San Benito)[19]
- Castro[16] (San Pedro)[20][17]
- Cerdedelo (Santa María)
- Laza (San Juan)[21]
- Matamá (Santa María)
- Retorta (Santa María)
- Toro (San Lorenzo)[22]
- Trez (Santiago)

### Economía
A 2012, el municipio tenía un PIB per cápita de 8491 €, con una renta disponible bruta por habitante de 11 508,21 € en 2009. En comparación, la comarca de Verín tenía un PIB p.c. de 12 334 €, Galicia 19 748 € y España 23 161,62 €. El municipio sólo representa un 3,8% del PIB de la comarca.
Existe una gran mina de estaño a cielo abierto que era propiedad de Altos Hornos de Vizcaya. Estuvo muy activa en la década de 1950, con una extracción de 70 toneladas de casiterita en 1959, pero en la actualidad está inactiva. Se considera una de las reservas de estaño más grandes de España, habiéndose estimado las reservas en 20 millones de toneladas de mineral con una pureza del 0,05%.

## Administración y política

### Resultados de las elecciones municipales
Corporaciones democráticas en Laza desde la aprobación de la Constitución de 1978.
Distribución de concejales en Laza en las elecciones municipales:
| UCD CD BNPG CG CP | CPG AP ADEI O CC CDS DG | BNG PSdeG-PSOE PPdeG-PP Xuntos por Laza-XpL |

### Alcaldes
- 1979: Ildefonso Fernández Novoa (UCD)
- 1983: Ildefonso Fernández Novoa (CG)
- 1987: José Ángel García Morais (PPdeG)
- 1991: José Ángel García Morais (PPdeG)
- 1995: José Ángel García Morais (PPdeG)
- 1999: José Ángel García Morais (PPdeG)
- 2003: José Ángel García Morais (PPdeG)
- 2007: José Ángel García Morais (PPdeG). Sustituido el 8 de enero de 2011 por José Ramón Barreal Novo (PPdeG).[28][29]
- 2011: José Ramón Barreal Novo (PPdeG)
- 2015: José Ramón Barreal Novo (PP)
- 2019: Jesús Blanco Conde (PSdeG-PSOE).[30] Sustituido el 24 de julio de 2020 por José Ramón Barreal Novo (PPdeG)[31]

### Evolución de la deuda viva
El concepto de deuda viva contempla solo las deudas con cajas y bancos relativas a créditos financieros, valores de renta fija y préstamos o créditos transferidos a terceros, excluyéndose, por tanto, la deuda comercial.
| Gráfica de evolución de la deuda viva del ayuntamiento entre 2008 y 2017                             |
| |
| Deuda viva del ayuntamiento en miles de Euros según datos del Ministerio de Hacienda y Ad. Públicas. |

La deuda viva municipal por habitante en 2017 ascendía a 90,91 €.

## Cultura

### Gallego

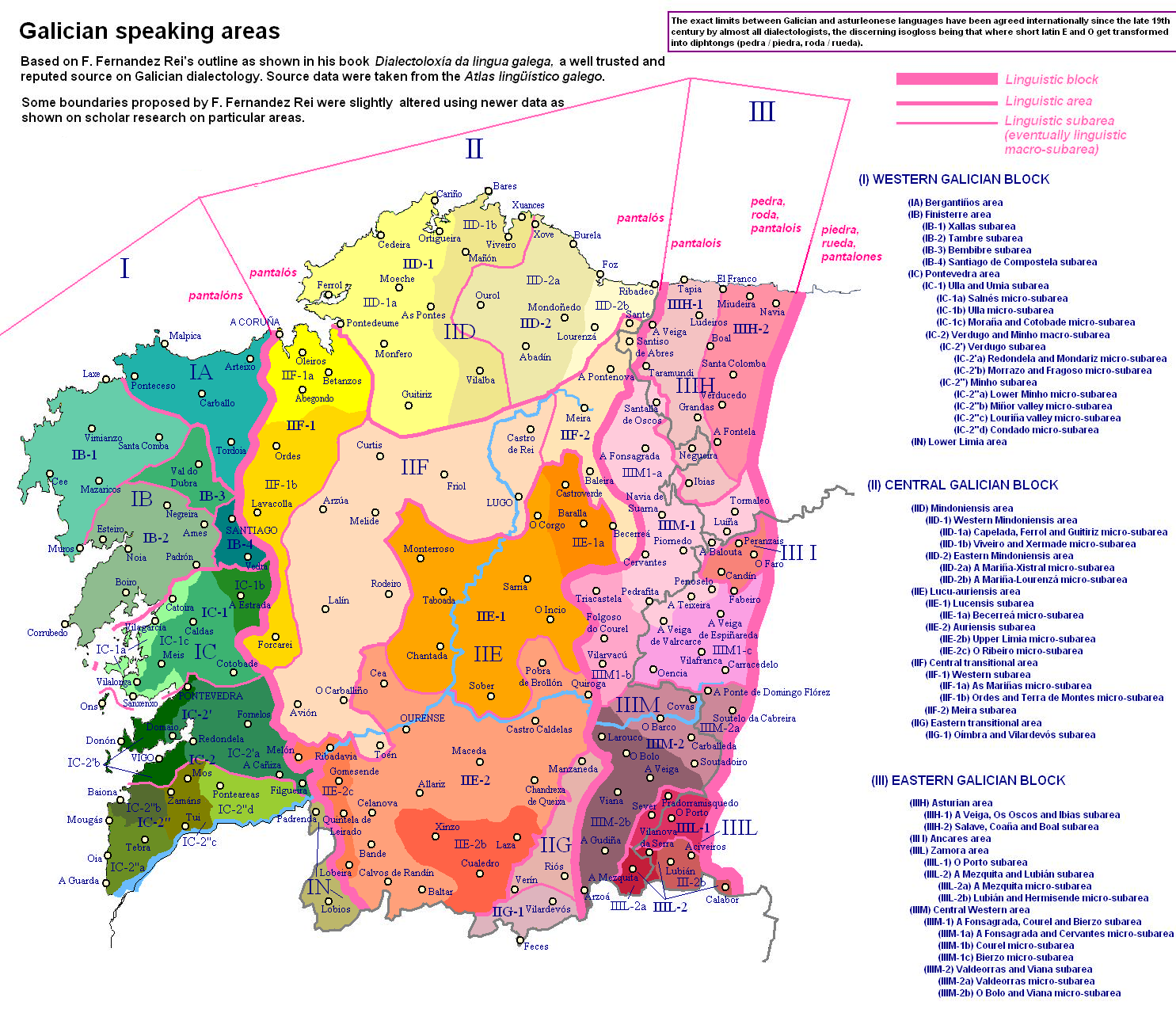
Mapa de las áreas dialectales del gallego según F. Fernández Rei.

La lengua principal del municipio es el gallego, hablado «siempre» por el 90,18% (2011) de los hablantes, según las estadísticas del Instituto Gallego de Estadística. Este porcentaje ha disminuido un 8,17% entre 2001 y 2011.
| Habla gallego | «siempre» | «a veces» | «nunca» | «no siempre» |
| ------------- | --------- | --------- | ------- | ------------ |
| año 2001      | 98,35%    | 1,38%     | 0,27%   | 1,65%        |
| año 2011      | 90,18%    | -         | -       | 8,28%        |

El dialecto gallego hablado es gallego central. Según la clasificación de F. Fernández Rei en su libro Dialectoloxía da lingua galega, las hablas de Laza pertenecerían, por orden de mayor a menor, a los siguientes dialectos: gallego central → área lucu-auriensis → subárea auriensis → micro subárea del alto Limia. El «micro subárea del alto Limia» incluye las poblaciones de Laza, Ginzo de Limia y Cualedro, pero no las de Verín, que, dentro del bloque central, pertenece al «área transicional oriental».

### Camino de Santiago

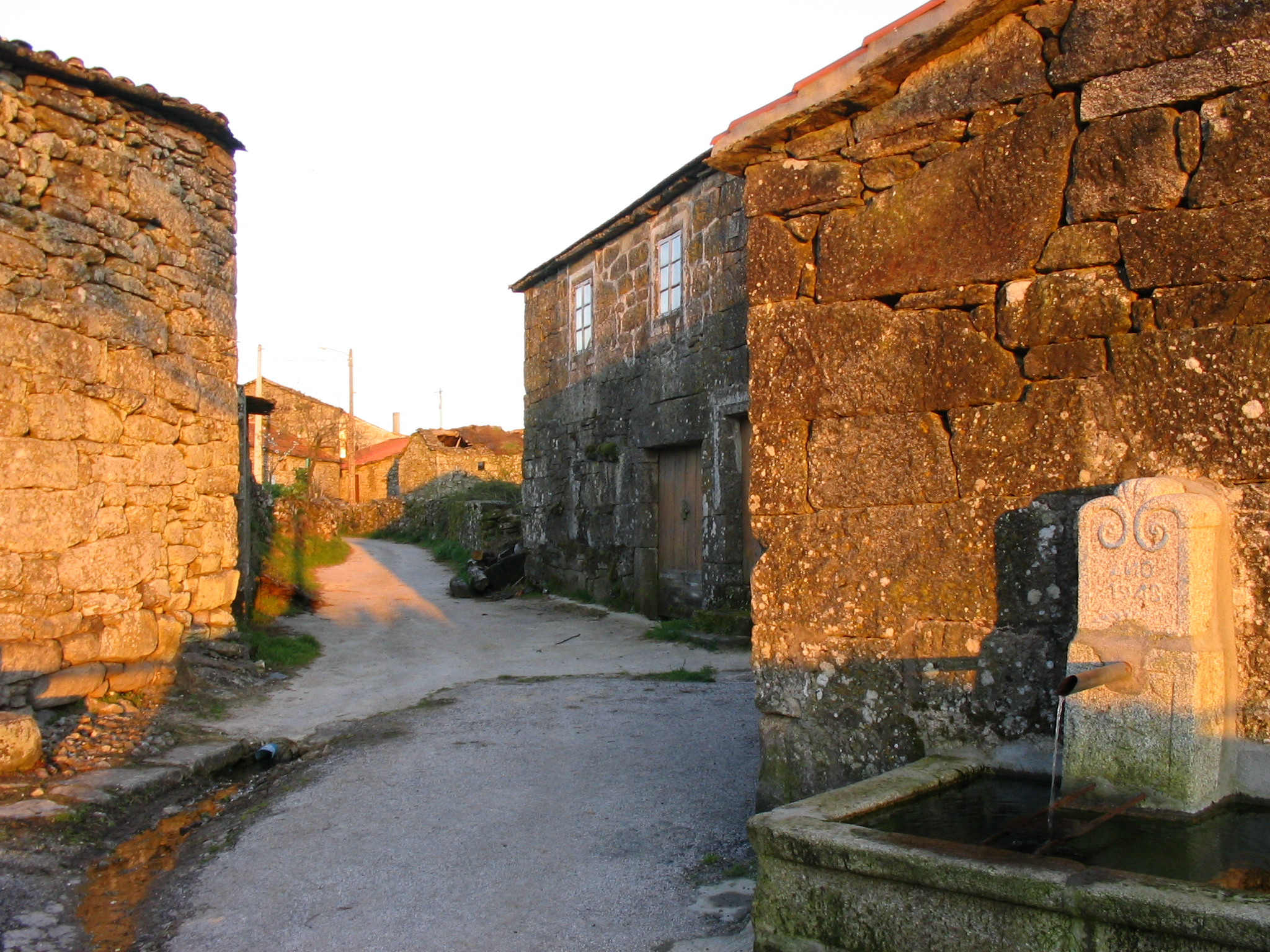
Albergue de peregrinos de Laza.

El Camino de Santiago, el ramal formado por el Camino Sanabrés —de Zamora a Santiago de Compostela— que enlaza con la Vía de la Plata —de Sevilla a Astorga— pasa por Laza. De hecho, la octava etapa va de La Gudiña a Laza, pasando por la aldea de Eiras, siendo así Laza el fin de etapa; la novena etapa, de Laza a Xunqueira de Ambias pasa por las aldeas de Soutelo Verde, Tamicelas y Alberguería, antes de abandonar el municipio.

### Gastronomía
- Bica blanca: especialidad local que no se encuentra fuera del municipio y solo se fabrica en tres panaderías de Laza. Es una bica realizada con harina, nata de leche de vaca, azúcar y clara de huevo. El dulce se come sobre todo durante el entroido.[37][38]
- Xastré: es un licor casero de color verde elaborado con aguardiente, azúcar y hierbas.[39] Se hace con ocho tipos de hierbas distintos que se ponen a macerar en aguardiente floja durante 20 días. Su fabricación es muy laboriosa, por lo que no se vende de forma comercial.[38]

## Fiestas

### Entroido de Laza

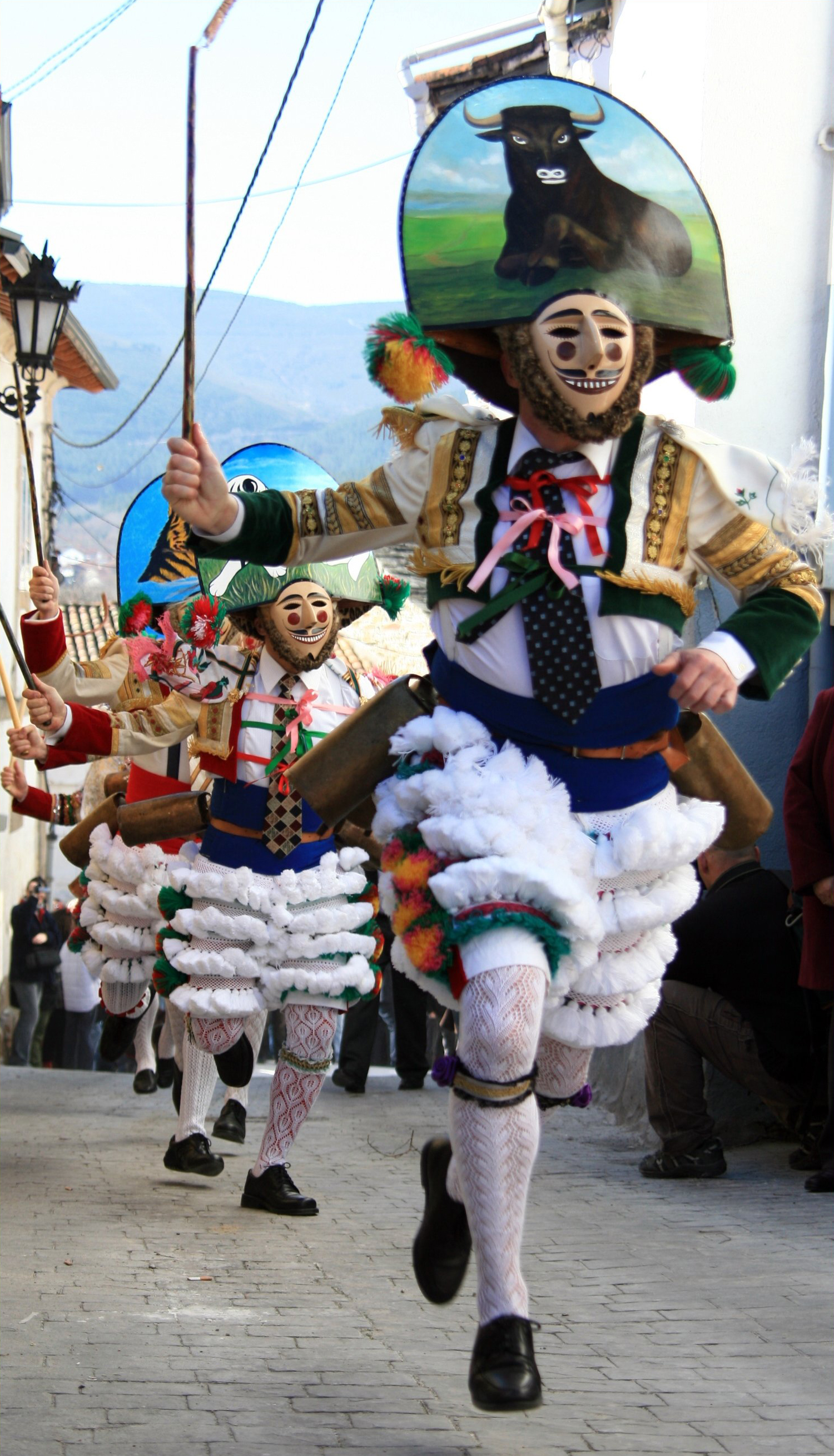
Peliqueiros recorriendo las calles de Laza.

El carnaval de Laza (en gallego, entroido de Laza) es una festividad de carácter tradicional que se celebra durante los días anteriores al Miércoles de Ceniza. Es considerado el carnaval con mayor antigüedad y esplendor de Galicia.
El punto álgido de la fiesta se encuentra la noche del viernes anterior al Miércoles de Ceniza, con el recorrido por las calles de los fachós, antorchas. En la mañana del domingo encontramos a los peliqueiros, con trajes característicos, cencerros en la cintura, una máscara que les cubre la cara y en su mano un látigo, estos son los personajes principales del Carnaval de Laza. El domingo, junto con el martes, se realiza una cabalgata de carrozas decoradas de formas distintas. La farrapada se realiza en la mañana del lunes, una pintoresca batalla, en la que se utilizan trapos manchados de barro como si de armas se tratase. Ese mismo día, al atardecer, llega «la Morena», un vecino del pueblo vestido con una cabeza postiza de toro, realizada en madera, y una manta, que simula atacar a las mujeres, mientras sus compañeros le arrojan tierra con hormigas al público. El fin de la fiesta llega al término del martes, cuando se lee el «testamento», crítica de lo ocurrido desde el Carnaval del año anterior.